# Laugardalsvöllur
Laugardalsvöllur (phát âm tiếng Iceland: [ˈlœiːɣartalsˌvœtlʏr̥]) là sân vận động bóng đá quốc gia của Iceland và là sân nhà của đội tuyển bóng đá quốc gia Iceland. Sân nằm ở Reykjavík và có sức chứa 9.800 chỗ ngồi.

## Lịch sử
Ý tưởng xây dựng một địa điểm thể thao ở Laugardalur cùng với một số cơ sở giải trí khác có từ năm 1871. Vào thời điểm đó, Reykjavík, thủ đô của Iceland có dân số chỉ khoảng 2.000 người. Laugardalur cũng cách khu dân cư gần 3 km (1,9 dặm). Đề xuất này ít có khả năng bị hủy bỏ trong 60 năm tới hoặc lâu hơn.
Năm 1943, hội đồng thị trấn đã thành lập Ủy ban Laugardalsnefnd. Nhiệm vụ của ủy ban là đưa ra các đề xuất và ý tưởng cho khu vực. Ủy ban sau đó đã đưa ra kết quả sau này, bao gồm xây dựng một sân vận động bóng đá mới và một bể bơi mới.
Công việc xây dựng sân vận động bắt đầu vào năm 1949 và kéo dài đến năm 1952. Một năm sau đó, vào năm 1953, công việc xây dựng một khán đài mới được bắt đầu. Khán đài mới có sức chứa 4.000 chỗ ngồi khi hoàn thành.
Trận đấu đầu tiên được tổ chức trên Laugardalsvöllur là vào năm 1957 khi đội tuyển bóng đá quốc gia Iceland thi đấu với Na Uy, hai năm trước khi sân chính thức được khánh thành vào ngày 17 tháng 6 năm 1959. Vài năm sau, khán đài được cải tạo và mở rộng, bắt đầu từ năm 1965 đến năm 1970.
Một đường chạy điền kinh được lắp đặt dưới khán đài mới, được hoạt động cho đến năm 2007, mặc dù luôn có đường chạy mọi thời tiết trên sân (được nâng cấp vào năm 1992). Cuối năm 1992, đèn pha được lắp đặt cho trấn đấu gặp Hy Lạp.
Năm 1997, một khán đài khác được xây dựng đối diện với khán đài cũ trên sân. Công trình xây dựng bắt đầu vào năm ngoái. Khán đài có sức chứa 3.500 chỗ ngồi. Đồng thời, chân đế cũ được làm nhẹ bằng cách kết hợp nó với chân đế mới theo sức chứa chỗ ngồi.
Một cuộc cải tạo lớn và mở rộng khán đài cũ bắt đầu vào năm 2005. Sau khi hoàn thành vào năm 2007, sân vận động có sức chứa 9.800 chỗ ngồi. Có thể bổ sung thêm sức chứa bằng cách lắp thêm hai khán đài tạm thời có sức chứa 1.500 chỗ ngồi, cung cấp sức chứa tối đa cho sân vận động là 15.000 chỗ ngồi nhưng sau khi các yêu cầu mới của FIFA đối với các sân vận động bóng đá quốc gia được đưa ra, phương pháp bổ sung này đã bị hủy bỏ. Không có cuộc cải tạo lớn hoặc mở rộng nào đã diễn ra kể từ năm 2007.
Số lượng khán giả lớn nhất cho một trận bóng đá mà Laugardalsvöllur từng thấy là 20.204 người trong năm 2004 trong trận giao hữu giữa Iceland và Ý. Còn số lượng khán giả lớn nhất cho địa điểm là khoảng 25.000 người trong một buổi hòa nhạc vào năm 2007.
Vào ngày 24 tháng 7 năm 2018, ban nhạc rock Mỹ Guns N' Roses đã biểu diễn tại sân vận động trước 25.000 người. Đây là buổi hòa nhạc rock có số lượng khán giả cao nhất từng được tổ chức tại Iceland tại thời điểm đó.

## Cơ sở vật chất
Sân vận động bao gồm hai khán đài lớn đối diện nhau. Khán đài phía tây là khán đài chính và lớn hơn. Đây là nơi duy nhất đáp ứng tất cả các tiện nghi cần thiết cho sân vận động, không bao gồm chỗ ngồi sân vận động. Với mục đích cho các trận đấu bóng đá và các giải đấu khác, khán đài có 4 phòng thay đồ cho cầu thủ (chủ yếu) và 2 phòng khác cho các trọng tài, cũng có khả năng cung cấp cơ sở cho bác sĩ hoặc xét nghiệm ma túy. Có hai phòng khác cho các trận đấu bóng đá và quản lý giải đấu điền kinh.

## Tương lai
KSÍ đã có kế hoạch để cải tạo và mở rộng Laugardalsvöllur kể từ năm 2014, một năm sau khi đội tuyển bóng đá quốc gia Iceland lọt vào vòng play-off giải vô địch bóng đá thế giới 2014 vào năm 2013. Thành công của đội tuyển tiếp tục kéo dài khi đội giành quyền tham dự giải vô địch bóng đá châu Âu 2016 và vào tới tứ kết. Cả cổ động viên bóng đá Iceland và KSÍ (Hiệp hội bóng đá Iceland) đã yêu cầu thành phố Reykjavík, chủ sở hữu hiện tại của sân vận động xây một sân mới vì chỗ ngồi đã được bán hết cho 7 trên 10 trận đấu của đội tuyển bóng đá quốc gia trong giai đoạn 2013-2015. Mặc dù thu hút số lượng lớn khán giả, Laugardalsvöllur vẫn bị thâm hụt 3,9 triệu ISK trong năm 2015, nhưng thành phố Reykjavík sau đó đã đóng góp 11 triệu ISK, để lại 7 triệu ISK tiền lãi.
Hai lựa chọn đang được xem xét và cả hai đều bao gồm loại bỏ đường chạy và đặt khán đài trên vị trí của đường chạy cũ nhằm di chuyển mặt sân gần với khán đài phía tây và giữ lại khán đài phía tây ở đó. Lựa chọn thứ nhất là sân vận động có sức chứa 17.500 chỗ ngồi với mái che mở và mặt sân nóng, có chi phí từ 7-11 tỷ ISK. Lựa chọn thứ hai là sân vận động có sức chứa 20.000 chỗ ngồi với mái che có thể thu vào trên sân vận động cho tiêu chí của sân vận động đa năng, điều này sẽ làm tăng việc sử dụng sức chứa chỗ ngồi trong dài hạn. Lựa chọn thứ hai sẽ có chi phí từ 11-18 tỷ ISK.
Có những sân vận động ở châu Âu có thể được sử dụng như một ví dụ cho Iceland. Các sân đó đều lớn và cực kỳ đắt đỏ ở quy mô địa phương.
Có một mặt sân nóng là cần thiết, do mùa đông rất lạnh ở Iceland và cũng vì các yêu cầu mới của UEFA, cho thấy các trận đấu với một số đội tuyển trong giải đấu vòng loại cho giải vô địch bóng đá châu Âu cũng sẽ được tổ chức vào mùa đông. Mặt cỏ sau đó sẽ được duy trì với hệ thống tưới phun tự động.

## Hình ảnh

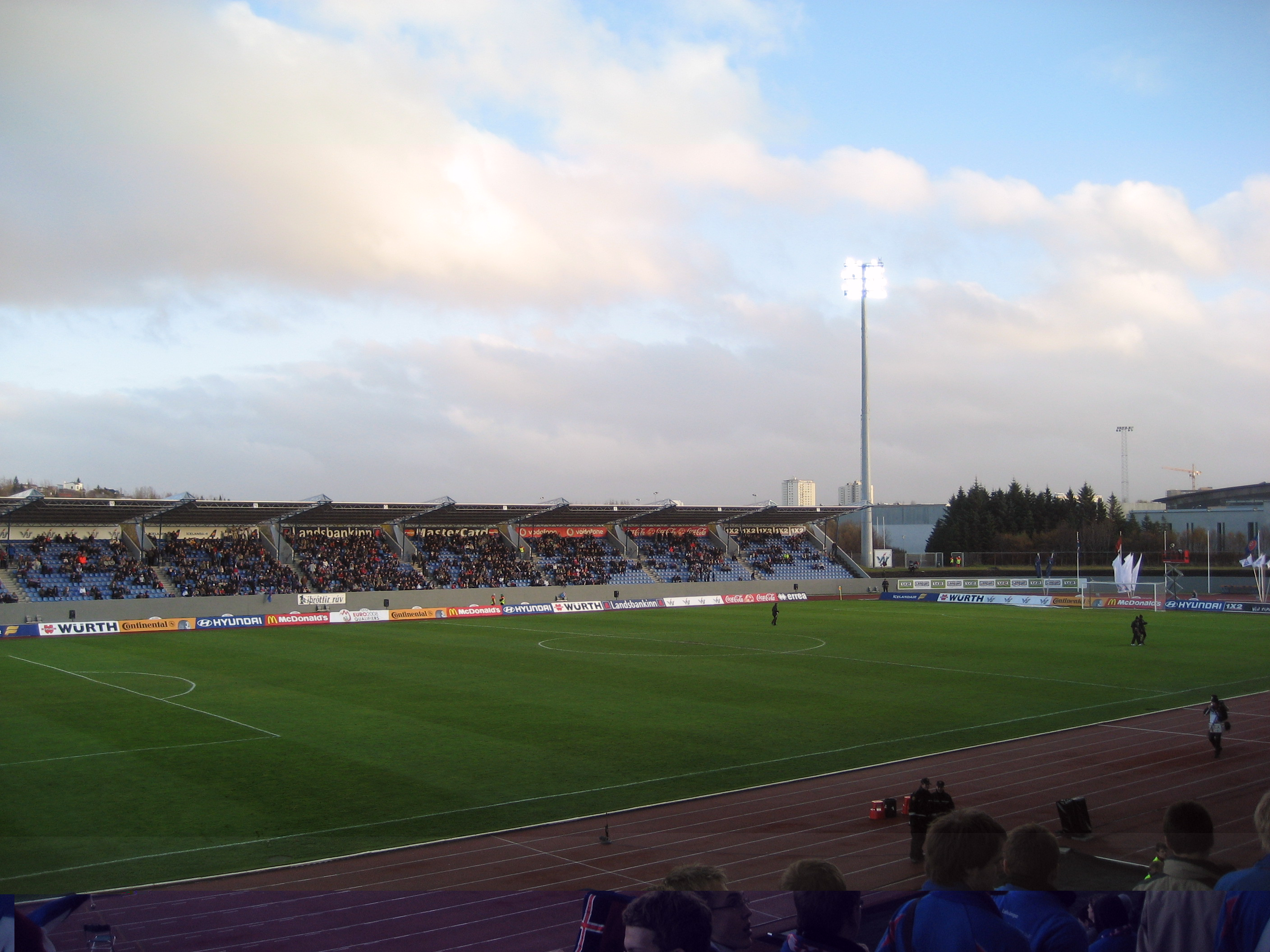
Laugardalsvöllur trong một trận đấu vòng loại giải vô địch bóng đá châu Âu 2008
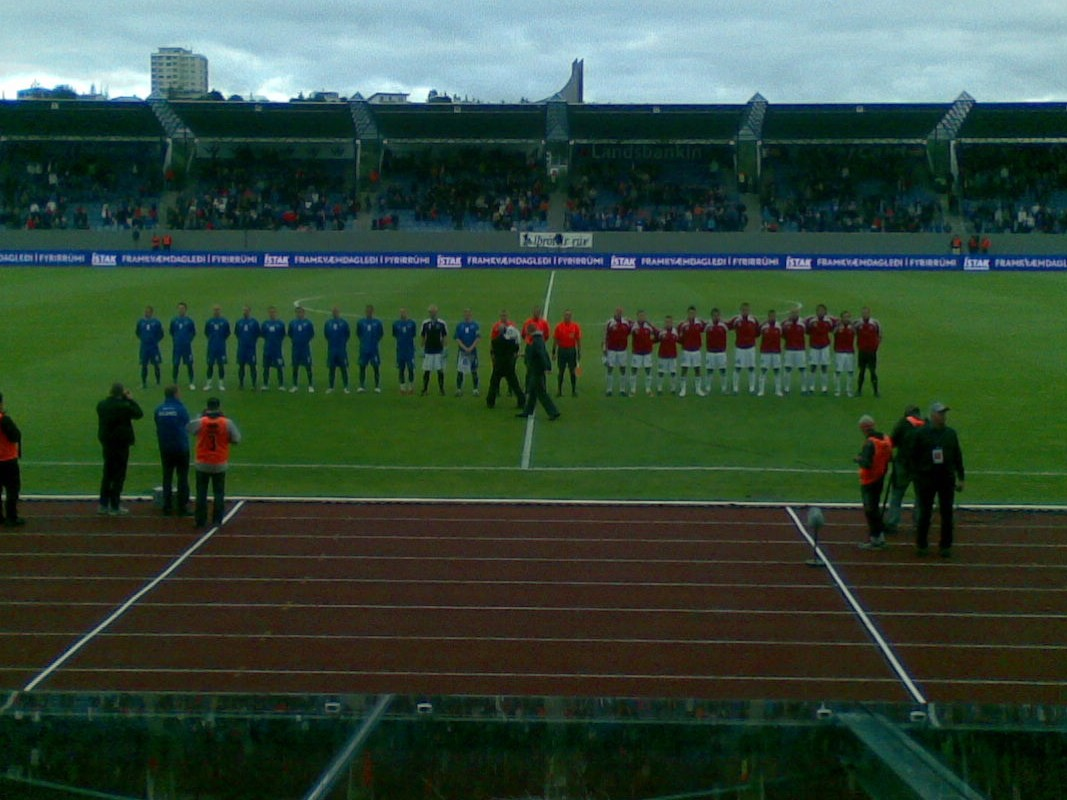
Laugardalsvöllur trong trận đấu giao hữu giữa Iceland và Slovakia vào năm 2009
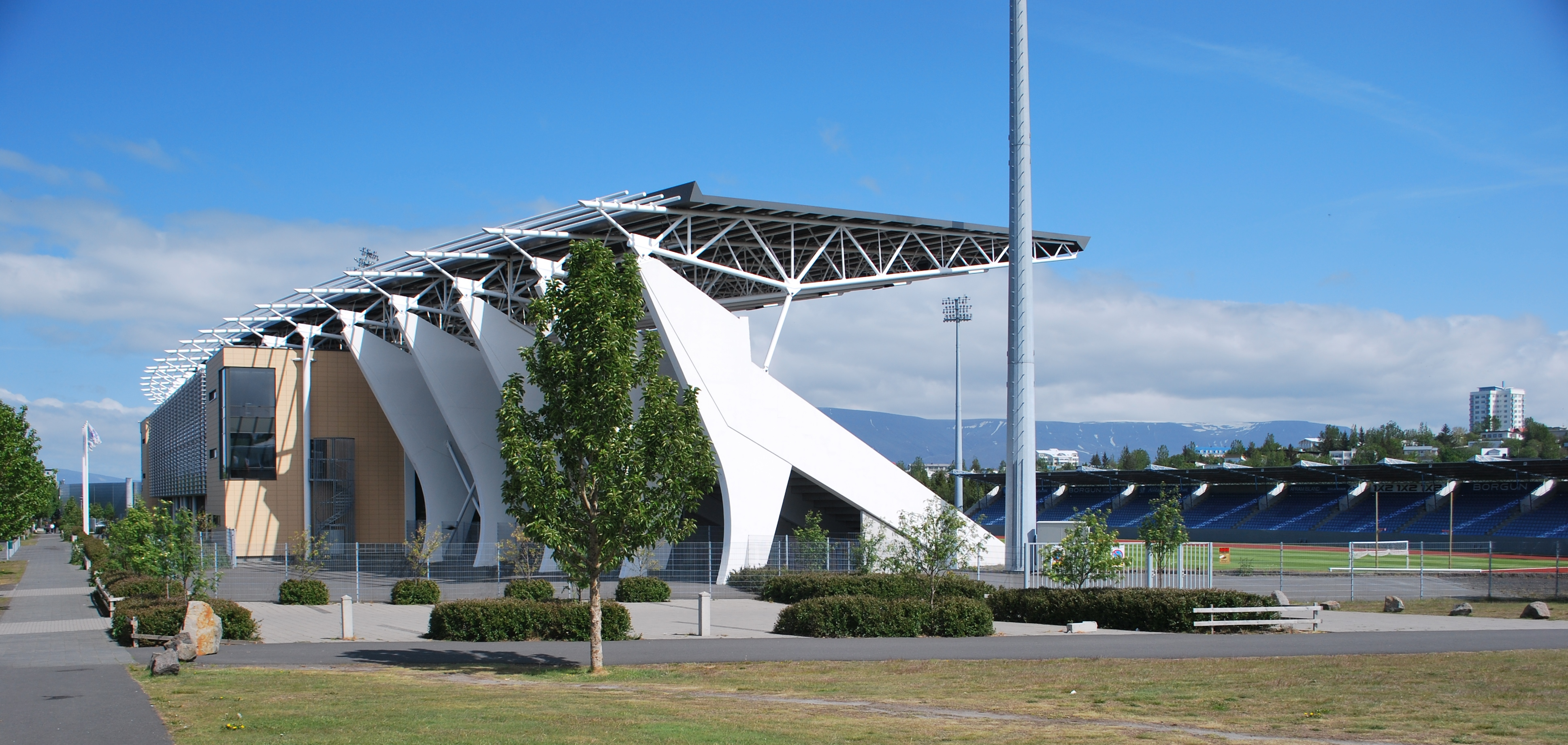
Sân vận động nhìn từ lối đi bộ dọc theo Reykjavegur